# Marie Luise Kiefer
Marie Luise Kiefer (* 1934; † 17. März 2025 in Berlin) war eine deutsche Kommunikationswissenschaftlerin: Sie prägte die Medienökonomie mit ihrem institutionentheoretischen Ansatz.

## Leben
Marie Luise Kiefer studierte Nationalökonomie und Staatswissenschaften. Bis 1992 leitete sie die Fachzeitschrift Media Perspektiven und betreute dort die Langzeitstudie Massenkommunikation des ZDF und der ARD, die heute noch erscheint, gemeinsam mit Klaus Berg. Danach wurde sie Honorarprofessorin für Kommunikationsökonomie und Medienforschung an der Universität Wien.

## Werke

### Media Perspektiven: Langzeitstudie Massenkommunikation
Marie Luise Kiefer betreute die Studie von 1970 bis 1996 zusammen mit Klaus Berg. Ziel war es zu ermitteln, wie viele Haushalte über welche Medien verfügen und wie diese verwendet werden. Insbesondere lag der Fokus damals auf „neue“ Medien, wie Fernseh- und Radiogeräte und da die Studie vom ARD und ZDF stammt, der geografische Raum Deutschland. Die Studie erschien unter der Betreuung Kiefers sechsmal, in den Jahren 1970 und 1974 und seit 1980 im Fünfjahrestakt. Die Studie beinhaltet einen Tagesablauf, der Auskunft über die Mediennutzungsdauer, aber auch über weitere Alltagsaktivitäten und die subjektive Einstellung der Menschen zu den Medien, insbesondere der Einstellung zu öffentlichem und privatem Rundfunk gibt die Studie Auskunft.

### Medienökonomik
Die erste Auflage von Kiefers Monografie erscheint 2001, 2005 erfolgte eine zweite verbesserte Auflage und 2014 eine die dritte Auflage, bei der Christian Steininger beteiligt war. Kiefer ordnet erstmals die Medienökonomie als Unterbereich in die Publizistik- und Kommunikationswissenschaft ein. Gleichzeitig werden die Anwendungsregeln der Mikroökonomie und der politischen und Institutionenökonomik angewandt. Ziel des Buchs war es zum einen, das Fach Kommunikationswissenschaft mit wirtschaftswissenschaftlichen Theorien vertraut zu machen, zum anderen aber auch, das Vorurteil in der Ökonomie ginge es nur um Zahlen in eine Betrachtung des menschlichen Verhaltens zu führen.
In der Medienökonomie, so Kiefer, „handelt es sich um eine Teildisziplin der Publizistikwissenschaft, die wirtschaftliche und publizistische Phänomene des Mediensystems kapitalistischer Marktwirtschaften mithilfe ökonomischer Theorien untersucht. Bei der Aufgabenbeschreibung ist […] zwischen einer positiven und einer normativen Version von Medienökonomie zu unterscheiden. Positive Medienökonomie analysiert und erklärt die wirtschaftlichen und publizistischen Phänomene des Mediensystems, normative Medienökonomie entwickelt Gestaltungsoptionen mit Blick auf gesellschaftlich konsentierte Ziele des Mediensystems.“
Kiefer vertrat die Ansicht, dass sich die Publizistik und Medienwissenschaft mit den Wirkungen der Mediennutzung auf der Seite der Rezipienten befasst, die Ökonomie jedoch nur mit ökonomischen Interessen, während sie die publizistischen außer Acht lässt. Darüber hinaus sah Kiefer ein Problem in den konstruierten Machtverhältnissen von Ökonomie und Politik, welche sie als „Kolonialisierung der Publizistik durch die ökonomische Systemrationalität“ bezeichnete.

### Journalismus und Medien als Institution
Die Monografie erschien 2010 und macht sich zum Ziel, den Begriff Institution zu erklären und diesen auf Journalismus und Medien umzulegen, da institutionalistische Ansätze in der Soziologie wie in der Kommunikationswissenschaft stark an Bedeutung zugenommen haben und es unterschiedliche Ansätze dazu gibt. Das Buch beschäftigt sich mit medienpolitischen wie medienökonomischen Zugänge zu diesen Ansätzen. Zuerst widmet sich Kiefer dem Begriff Institution und den kommunikationswissenschaftlichen Grundbegriffen sowie der Entstehung und dem Wandel von Institutionen. Dabei werden Modelle und Theorien auf Pressegeschichte und Journalismuswandel angewandt. Anschließend wendet sie sich der Unterscheidung von Organisationen und Institutionen zu. Dabei beschreibt Kiefer Medien als Organisationen, die einem institutionellen Wandel ausgesetzt sind. Im nächsten Schritt wird das Zusammenspiel von Medien und Journalismus als Organisation und Institution analysiert. Kiefer geht dabei von einer grundlegenden Unterscheidung privatwirtschaftlicher und öffentlicher Medienorganisationen aus, wendet also institutionalistische Theorieansätze auf ein Themenfeld an, mit dem sie sich bereits häufiger auseinandergesetzt hat. Im Resümee bezeichnet Kiefer den Journalismus als eine unterschätzte und gefährdete Institution, die in ihrer Repräsentation nach außen sichtbar und unterscheidbar bleiben müsse, um weiterhin existieren zu können.

## Veröffentlichungen
- Journalismus und Medien als Institution. UVK-Verlagsgesellschaft, Konstanz 2010
- Medienökonomik. 2. Auflage München: Wissenschaftsverlag, Oldenbourg 2005
- zusammen mit Christian Steininger: Medienökonomik. 3. Auflage München: Wissenschaftsverlag, Oldenbourg 2014